# El viatge vertical
El viatge vertical és un telefilm del 2010, opera prima de la realitzadora Ona Planas, basada en la novel·la homònima d'Enrique Vila-Matas. Es va rodar a Sevilla, Tarifa, Mallorca i Barcelona. Ha estat coproduïda per Televisió de Catalunya, Mallerich Films, Paco Poch, Jaleo Films, Miramar Producciones, Canal Sur i IB3 Televisió. Ha estat doblada al català i emesa per TV3 el 23 d'abril de 2010.

## Sinopsi
Federico Mayol té 72 anys i és un home de negocis jubilat, militant nacionalista català i pare de dos fills, que l'endemà de celebrar les seves noces d'or sobtadament la seva esposa decideix separar-se d'ell i l'obliga a abandonar el domicili conjugal. Aleshores inicia un viatge geogràfic i iniciàtic des de Barcelona fins a Madeira que el farà enfrontar-se als seus fantasmes presents i passat, esmenar manques culturals propiciades per l'època que li va tocar viure, a adonar-se que és possible tornar a començar i fins i tot descobrir el plaer de ser capaç de riure-se'n.

## Repartiment
- Francesc Albiol
- Raquel Amegashie com a bugadera
- Joan Bibiloni com a Miquel Ferrer
- Juanma Lara com a Bibiloni
- Marc Martínez com a Julián
- Jeannine Mestre com a	Julia
- Carles Molinet com a Vicenç Bernat
- Pep Pla com a	Ramon
- Fermí Reixach com a Frederic Mayol
- Vicente Romero com a Pablo

## Nominacions i premis
Als Premis Gaudí de 2011 fou nominada a la Millor pel·lícula per televisió